# 艾爾島
54°53′N 10°20′E / 54.883°N 10.333°E

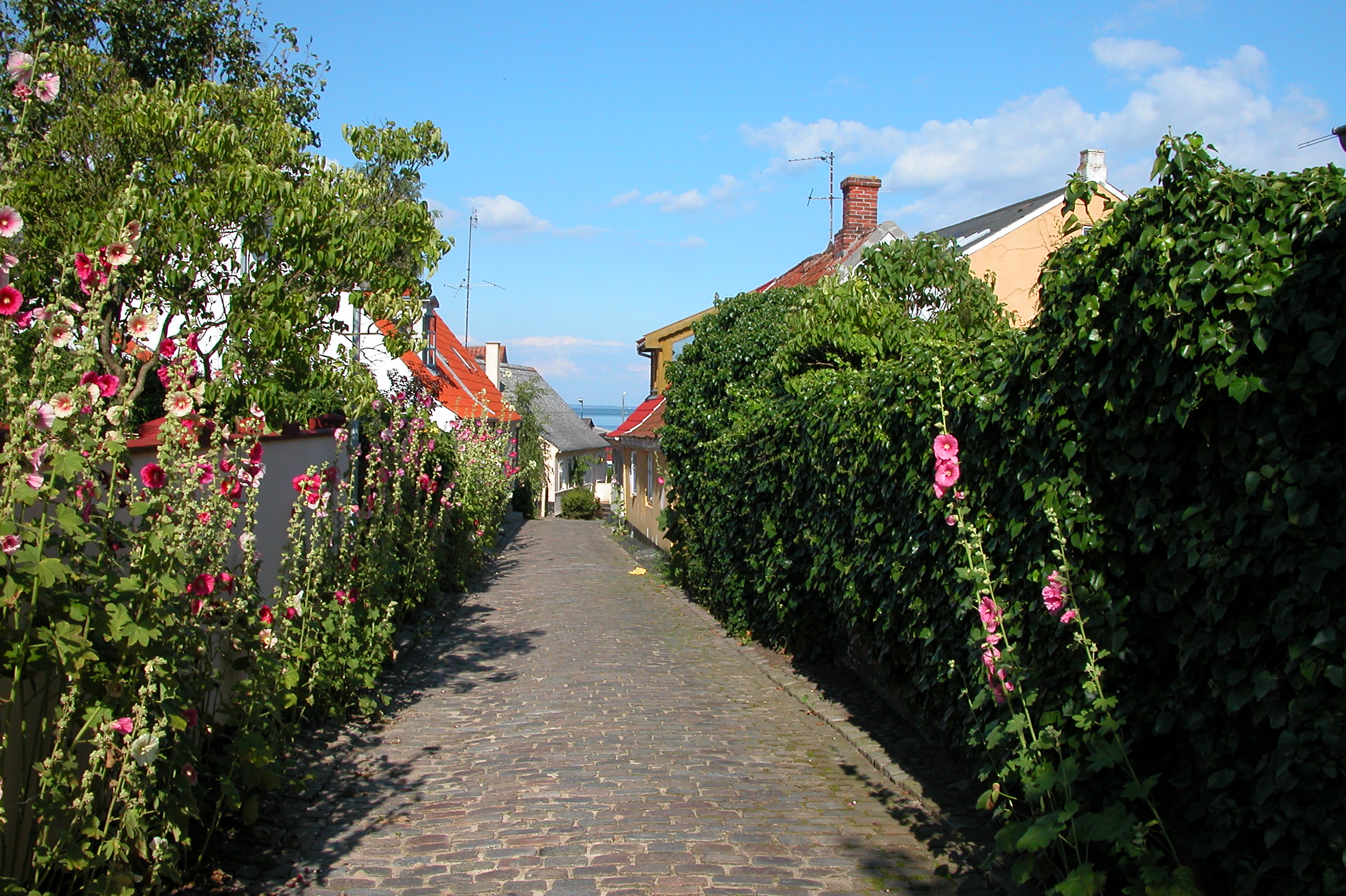

艾爾島是丹麥的島嶼，位於波羅的海，由南丹麥大區負責管轄，長30公里、寬8公里，面積88平方公里，海岸線長度167公里，該島自公元前8000年有人類居住，2010年人口6,669。

## 外部連結
- Ærø Island International Website （页面存档备份，存于）
- Ærø Island - Video and Photo archives （页面存档备份，存于）
- Ærø Island - Community Portal
- Ærø Tourist Guide
- Ærø Portal （页面存档备份，存于）
- Ærø Ferries
- Photos from Ærø （页面存档备份，存于）